# Brigitte Obermoser
Brigitte Obermoser (Radstadt, 2 luglio 1976) è un'ex sciatrice alpina austriaca.
Attiva tra la fine degli anni novanta e il decennio successivo, è stata in grado in carriera di ottenere tre successi in Coppa del Mondo: uno in discesa libera, uno in supergigante e uno in slalom gigante.

## Biografia

### Stagioni 1994-1996
La Obermoser, polivalente originaria di Altenmarkt im Pongau, ottenne i suoi primi risultati internazionali di rilievo ai Mondiali juniores di Lake Placid 1994, giungendo 20ª nella discesa libera e 11ª nel supergigante. Lo stesso anno, il 15 dicembre, esordì in Coppa Europa, piazzandosi 42ª in slalom gigante a Gressoney-La-Trinité.
Il debutto in Coppa del Mondo avvenne nella stagione successiva, il 15 dicembre 1994 a Sankt Anton am Arlberg, dove fu 9ª in discesa libera. Nella stessa stagione in Coppa Europa colse la prima vittoria, nonché primo podio, nella discesa libera disputata il 18 gennaio a Innerkrems. Nella medesima località e specialità ottenne anche, il 1º febbraio dell'anno successivo, il suo secondo e ultimo successo nel circuito continentale.

### Stagioni 1997-2002
Il 15 gennaio 1997 a Pra Loup in discesa libera conquistò il suo ultimo podio in Coppa Europa (3ª) e l'anno dopo venne convocata per i XVIII Giochi olimpici invernali di Nagano 1998, suo esordio olimpico, concludendo 11ª nella combinata. Il primo podio in Coppa del Mondo la Obermoser se l'aggiudicò il 17 dicembre 2000 a Åre, piazzandosi 3ª in slalom gigante alle spalle dell'elvetica Sonja Nef e della compagna di squadra Anita Wachter; un mese dopo, il 18 marzo, conquistò il primo successo, nella stessa specialità, a Bormio.
Debuttò ai Campionati mondiali in occasione della rassegna iridata di Sankt Anton am Arlberg 2001, in cui fu 22ª nella discesa libera, 29ª nel supergigante e 11ª nello slalom gigante; l'anno dopo partecipò ai XIX Giochi olimpici invernali di Salt Lake City 2002, sua ultima presenza olimpica, ottenendo il 18º posto nella discesa libera e il 15º nello slalom gigante.

### Stagioni 2003-2007
Ai Mondiali di Sankt Moritz 2003, congedo iridato della Obermoser, si piazzò 4ª nella discesa libera e 10ª nel supergigante; il 2 marzo 2003 colse a Innsbruck Patscherkofel la sua ultima vittoria in Coppa del Mondo, in supergigante, mentre il suo ultimo podio nel circuito fu il 3º posto ottenuto nel supergigante di Åre del 21 febbraio 2004.
Nel dicembre del 2004 subì un grave infortunio al legamento del ginocchio destro che compromise la stagione. Altrettanto sfortunata anche l'annata seguente che la vide impossibilitata, sempre per le precarie condizioni fisiche, a partecipare ai XX Giochi olimpici invernali di Torino 2006. L'ultima gara della sua carriera agonistica fu la discesa libera di Coppa del Mondo disputata il 1º dicembre 2006 a Lake Louise, che chiuse al 50º posto.

## Palmarès

### Coppa del Mondo
- Miglior piazzamento in classifica generale: 5ª nel 2000
- 9 podi (2 in discesa libera, 4 in supergigante, 3 in slalom gigante):
  - 3 vittorie (1 in discesa libera, 1 in supergigante, 1 in slalom gigante)
  - 2 secondi posti
  - 4 terzi posti

#### Coppa del Mondo - vittorie
| Data             | Località                | Paese    | Specialità |
| ---------------- | ----------------------- | -------- | ---------- |
| 18 marzo 2000    | Bormio                  | Italia   | GS         |
| 16 dicembre 2000 | Sankt Moritz            | Svizzera | DH         |
| 2 marzo 2003     | Innsbruck Patscherkofel | Austria  | SG         |

Legenda:

DH = discesa libera

SG = supergigante

GS = slalom gigante

### Coppa Europa
- Miglior piazzamento in classifica generale: 6ª nel 1996
- 5 podi:
  - 2 vittorie
  - 1 secondo posto
  - 2 terzi posti

#### Coppa Europa - vittorie
| Data             | Località   | Paese   | Specialità |
| ---------------- | ---------- | ------- | ---------- |
| 18 gennaio 1995  | Innerkrems | Austria | DH         |
| 1º febbraio 1996 | Innerkrems | Austria | DH         |

Legenda:

DH = discesa libera

SG = supergigante

GS = slalom gigante

### Campionati austriaci
- 11 medaglie[2]:
  - 7 ori (discesa libera nel 1997; discesa libera, supergigante, combinata nel 1999; supergigante nel 2000; supergigante nel 2003; supergigante nel 2005)
  - 2 argenti (slalom gigante nel 2000; slalom gigante nel 2004)
  - 2 bronzi (discesa libera nel 1996; supergigante nel 1998)

### Campionati austriaci juniores
- 8 medaglie[2]:
  - 2 ori (combinata nel 1994; discesa libera nel 1995)
  - 6 argenti (supergigante nel 1993; discesa libera, slalom gigante, slalom speciale nel 1994; supergigante, combinata nel 1995)